# Khvaf
Khvāf (farsi خواف), o anche Khaaf, è il capoluogo dello shahrestān di Khvaf, circoscrizione Centrale, nella provincia del Razavi Khorasan in Iran. Aveva, nel 2006, una popolazione di 21.160 abitanti. Si trova nella parte meridionale della provincia.